# Jean-Louis Goasduff
Jean-Louis Goasduff, né le 2 mai 1927 à Plabennec (Finistère) où il est mort le 4 octobre 2013,, est un homme politique français, ancien maire de Plabennec, ancien député de la troisième circonscription du Finistère.

## Biographie
Agriculteur (aviculteur) à Plabennec, il en est maire jusqu'en 1995. Il est élu député de la troisième circonscription du Finistère lors des élections législatives de 1978, prenant ainsi la succession de Gabriel de Poulpiquet.
Il est réélu en 1981, à la suite de la dissolution consécutive à l'élection de François Mitterrand. En 1986, il est réélu sur la liste RPR lors des législatives organisées à la proportionnelle. Il est également reconduit en 1988 et 1993.
En 1997, à la suite de la dissolution décidée par Jacques Chirac, il ne se représente pas et soutient la candidature de Jean-Louis Lamour, qui sera battu par François Cuillandre (PS).